# درگیری داخلی در پرو
درگیری داخلی در پرو یک درگیری مسلحانه مداوم بین دولت پرو و گروه چریکی مائوئیست راه درخشان و بقایای آن است. مرحله اصلی درگیری در ۱۷ مه ۱۹۸۰ آغاز شد و در دسامبر ۲۰۰۰ پایان یافت. از سال ۱۹۸۲ تا ۱۹۹۷ نیز جنبش انقلابی توپاک آمارو به عنوان رقیب مارکسیست-لنینیستی راه درخشان شورش خود را به راه انداخت.
تخمین زده می‌شود که طی این درگیری‌ها بین ۵۰٬۰۰۰ تا ۷۰٬۰۰۰ کشته شده‌اند، که آن را خونین‌ترین جنگ در تاریخ پرو، از زمان استعمار اروپا در این کشور، می‌کند. تعداد بالای تلفات شامل بسیاری از تلفات غیرنظامیانی است که دلیل آن هدف قرار دادن عمدی آن‌ها توسط بسیاری از جناح‌ها است. سرخپوستان پرو به‌طور خاص هدف قتل قرار گرفتند، به طوری که ۷۵ درصد از کشته‌شدگان از گویشوران زبان کچوا بودند. از سال ۲۰۰۰، تعداد کشته‌ها به‌طور قابل توجهی کاهش یافته است و اخیراً درگیری تا حدودی خاموش شده است. این درگیری همچنین با نقض جدی حقوق بشر شناخته می‌شود.
از سال ۲۰۰۲ که درگیری بین ارتش پرو و بقایای چریک‌ها در یکی از مناطق کشور آغاز شد، خشونت‌های سطح پایین دوباره شروع شده است. این درگیری بیش از ۴۰ سال به طول انجامیده است که آن را به دومین درگیری داخلی طولانی در تاریخ آمریکای لاتین پس از درگیری کلمبیا تبدیل می‌کند.